# Royal Ivey
Pour les articles homonymes, voir Ivey.
Royal Terence Ivey, né le 20 décembre 1981 à Harlem, New York est un joueur puis entraîneur américain de basket-ball. En tant que joueur, il évolue au poste d'arrière.

## Biographie
Il joue quatre saisons dans l'équipe universitaire des Longhorns de l'université du Texas avant de se présenter à la draft 2004 de la NBA. Il est sélectionné en 37e position par les Hawks d'Atlanta et joue trois saisons dans le club. Le 18 septembre 2007, il signe un contrat d'un an avec les Bucks de Milwaukee. L'année suivante, il s'engage avec les 76ers de Philadelphie. Le 18 février 2010, il est envoyé avec Primož Brezec aux Bucks de Milwaukee en échange de Jodie Meeks et Francisco Elson. Le 21 juillet 2010, il signe avec le Thunder d'Oklahoma City.
Au terme de la saison 2022-2023, Ivey quitte l'encadrement des Nets de Brooklyn pour rejoindre les Rockets de Houston comme entraîneur adjoint.

## Palmarès
- Champion de la Conférence Ouest en 2012 avec le Thunder d'Oklahoma City.
- Champion de la Division Nord-Ouest en 2011 et 2012 avec le Thunder d'Oklahoma City.